# Tour de Pologne 2017
Tour de Pologne 2017 – 74. edycja wyścigu kolarskiego Tour de Pologne, który odbył się w dniach 29 lipca – 4 sierpnia 2017. Impreza należała do cyklu UCI World Tour 2017.

## Uczestnicy
Na start wyścigu zaproszono 22 ekip. Wśród nich wszystkie osiemnaście ekip UCI World Tour 2017 oraz cztery inne zaproszone przez organizatorów.
Lista drużyn uczestniczących w wyścigu:
| Numery  | Kod | Drużyna              |
| ------- | --- | -------------------- |
| 1-7     | LTS | Lotto Soudal         |
| 11-17   | QST | Quick-Step Floors    |
| 21-27   | BMC | BMC Racing Team      |
| 31-37   | ORS | Orica-Scott          |
| 41-47   | MOV | Movistar Team        |
| 51-57   | SKY | Team Sky             |
| 61-67   | TFS | Trek-Segafredo       |
| 71-77   | BOH | Bora-Hansgrohe       |
| 81-87   | SUN | Team Sunweb          |
| 91-97   | KAT | Team Katusha-Alpecin |
| 101-107 | TLJ | Team LottoNL-Jumbo   |

| Numery  | Kod | Drużyna               |
| ------- | --- | --------------------- |
| 111-117 | CDT | Cannondale-Drapac     |
| 121-127 | TBM | Bahrain-Merida        |
| 131-137 | ALM | Ag2r-La Mondiale      |
| 141-147 | UAD | UAE Team Emirates     |
| 151-157 | FDJ | FDJ                   |
| 161-167 | AST | Astana Pro Team       |
| 171-177 | DDD | Dimension Data        |
| 181-187 | TNN | Team Novo Nordisk     |
| 191-197 | GAZ | Gazprom-RusVelo       |
| 201-207 | CCC | CCC Sprandi Polkowice |
| 211-217 | POL | Reprezentacja Polski  |

## Etapy
| Etap | Data       | Start                     | Meta                | Dystans  | Typ | Typ         | Zwycięzca        | Lider            |
| ---- | ---------- | ------------------------- | ------------------- | -------- | --- | ----------- | ---------------- | ---------------- |
| 1    | 29 lipca   | Kraków                    | Kraków              | 130 km   |     | płaski      | Peter Sagan      | Peter Sagan      |
| 2    | 30 lipca   | Tarnowskie Góry           | Katowice            | 142 km   |     | płaski      | Sacha Modolo     | Danny van Poppel |
| 3    | 31 lipca   | Jaworzno                  | Szczyrk             | 161 km   |     | górski      | Dylan Teuns      | Peter Sagan      |
| 4    | 1 sierpnia | Zawiercie                 | Zabrze              | 238 km   |     | płaski      | Caleb Ewan       | Peter Sagan      |
| 5    | 2 sierpnia | Nagawczyna                | Rzeszów             | 130 km   |     | pagórkowaty | Danny van Poppel | Peter Sagan      |
| 6    | 3 sierpnia | Kopalnia soli "Wieliczka" | Zakopane            | 189 km   |     | górski      | Jack Haig        | Dylan Teuns      |
| 7    | 4 sierpnia | Terma Bukowina Tatrzańska | Bukowina Tatrzańska | 132,5 km |     | górski      | Wout Poels       | Dylan Teuns      |

### 1. etap: Kraków > Kraków, 130 km
| Poz. | Zawodnik          | Zespół          | Czas       |
| ---- | ----------------- | --------------- | ---------- |
| 1.   | Peter Sagan       | Bora-Hansgrohe  | 2h 56' 16" |
| 2.   | Caleb Ewan        | Orica-Scott     | + 0"       |
| 3.   | Danny van Poppel  | Team Sky        | + 0"       |
| 4.   | Riccardo Minali   | Astana Pro Team | + 0"       |
| 5.   | Niccolò Bonifazio | Bahrain-Merida  | + 0"       |

| Poz. | Zawodnik         | Zespół          | Czas       |
| ---- | ---------------- | --------------- | ---------- |
| 1.   | Peter Sagan      | Bora-Hansgrohe  | 2h 56' 06" |
| 2.   | Caleb Ewan       | Orica-Scott     | + 4"       |
| 3.   | Danny van Poppel | Team Sky        | + 6"       |
| 4.   | Nathan Haas      | Dimension Data  | + 9"       |
| 5.   | Riccardo Minali  | Astana Pro Team | + 10"      |

### 2. etap: Tarnowskie Góry > Katowice, 142 km
| Poz. | Zawodnik         | Zespół            | Czas       |
| ---- | ---------------- | ----------------- | ---------- |
| 1.   | Sacha Modolo     | UAE Team Emirates | 3h 15' 21" |
| 2.   | Danny van Poppel | Team Sky          | + 0"       |
| 3.   | Max Walscheid    | Team Sunweb       | + 0"       |
| 4.   | Boy van Poppel   | Trek-Segafredo    | + 0"       |
| 5.   | Youcef Reguigui  | Dimension Data    | + 0"       |

| Poz. | Zawodnik         | Zespół            | Czas       |
| ---- | ---------------- | ----------------- | ---------- |
| 1.   | Danny van Poppel | Team Sky          | 6h 11' 27" |
| 2.   | Peter Sagan      | Bora-Hansgrohe    | 0"         |
| 3.   | Sacha Modolo     | UAE Team Emirates | + 0"       |
| 4.   | Caleb Ewan       | Orica-Scott       | + 4"       |
| 5.   | Max Walscheid    | Team Sunweb       | + 6"       |

### 3. etap: Jaworzno > Szczyrk, 161 km
| Poz. | Zawodnik          | Zespół            | Czas       |
| ---- | ----------------- | ----------------- | ---------- |
| 1.   | Dylan Teuns       | BMC Racing Team   | 3h 51' 41" |
| 2.   | Peter Sagan       | Bora-Hansgrohe    | + 0"       |
| 3.   | Rafał Majka       | Bora-Hansgrohe    | + 0"       |
| 4.   | Wilco Kelderman   | Team Sunweb       | + 0"       |
| 5.   | Tom-Jelte Slagter | Cannondale-Drapac | + 5"       |

| Poz. | Zawodnik          | Zespół            | Czas        |
| ---- | ----------------- | ----------------- | ----------- |
| 1.   | Peter Sagan       | Bora-Hansgrohe    | 10h 03' 02" |
| 2.   | Dylan Teuns       | BMC Racing Team   | + 6"        |
| 3.   | Rafał Majka       | Bora-Hansgrohe    | + 12"       |
| 4.   | Wilco Kelderman   | Team Sunweb       | + 16"       |
| 5.   | Tom-Jelte Slagter | Cannondale-Drapac | + 21"       |

### 4. etap: Zawiercie > Zabrze, 238 km
| Poz. | Zawodnik         | Zespół            | Czas       |
| ---- | ---------------- | ----------------- | ---------- |
| 1.   | Caleb Ewan       | Orica-Scott       | 5h 38' 49" |
| 2.   | Danny van Poppel | Team Sky          | + 0"       |
| 3.   | Peter Sagan      | Bora-Hansgrohe    | + 0"       |
| 4.   | Boy van Poppel   | Trek-Segafredo    | + 0"       |
| 5.   | Sacha Modolo     | UAE Team Emirates | + 0"       |

| Poz. | Zawodnik          | Zespół            | Czas        |
| ---- | ----------------- | ----------------- | ----------- |
| 1.   | Peter Sagan       | Bora-Hansgrohe    | 15h 41' 47" |
| 2.   | Dylan Teuns       | BMC Racing Team   | + 10"       |
| 3.   | Rafał Majka       | Bora-Hansgrohe    | + 16"       |
| 4.   | Wilco Kelderman   | Team Sunweb       | + 20"       |
| 5.   | Tom-Jelte Slagter | Cannondale-Drapac | + 25"       |

### 5. etap: Nagawczyna > Rzeszów, 130 km
| Poz. | Zawodnik         | Zespół             | Czas       |
| ---- | ---------------- | ------------------ | ---------- |
| 1.   | Danny van Poppel | Team Sky           | 2h 59' 44" |
| 2.   | Luka Mezgec      | Orica-Scott        | + 0"       |
| 3.   | Peter Sagan      | Bora-Hansgrohe     | + 0"       |
| 4.   | Roberto Ferrari  | UAE Team Emirates  | + 0"       |
| 5.   | Enrico Battaglin | Team LottoNL-Jumbo | + 0"       |

| Poz. | Zawodnik             | Zespół          | Czas        |
| ---- | -------------------- | --------------- | ----------- |
| 1.   | Peter Sagan          | Bora-Hansgrohe  | 18h 41' 27" |
| 2.   | Dylan Teuns          | BMC Racing Team | + 14"       |
| 3.   | Rafał Majka          | Bora-Hansgrohe  | + 20"       |
| 4.   | Wilco Kelderman      | Team Sunweb     | + 24"       |
| 5.   | Odd Christian Eiking | FDJ             | + 31"       |

### 6. etap: Kopalnia soli "Wieliczka" > Zakopane, 189 km
| Poz. | Zawodnik        | Zespół            | Czas       |
| ---- | --------------- | ----------------- | ---------- |
| 1.   | Jack Haig       | Orica-Scott       | 4h 58' 55" |
| 2.   | Wout Poels      | Team Sky          | + 51"      |
| 3.   | Bob Jungels     | Quick-Step Floors | + 51"      |
| 4.   | Rui Costa       | UAE Team Emirates | + 51"      |
| 5.   | Wilco Kelderman | Team Sunweb       | + 51"      |

| Poz. | Zawodnik           | Zespół           | Czas        |
| ---- | ------------------ | ---------------- | ----------- |
| 1.   | Dylan Teuns        | BMC Racing Team  | 23h 41' 27" |
| 2.   | Rafał Majka        | Bora-Hansgrohe   | + 6"        |
| 3.   | Wilco Kelderman    | Team Sunweb      | + 10"       |
| 4.   | Wout Poels         | Team Sky         | + 13"       |
| 5.   | Domenico Pozzovivo | Ag2r-La Mondiale | + 18"       |

### 7. etap: Terma Bukowina Tatrzańska > Bukowina Tatrzańska, 132,5 km
| Poz. | Zawodnik        | Zespół          | Czas       |
| ---- | --------------- | --------------- | ---------- |
| 1.   | Wout Poels      | Team Sky        | 3h 26' 20" |
| 2.   | Adam Yates      | Orica-Scott     | + 0"       |
| 3.   | Rafał Majka     | Bora-Hansgrohe  | + 0"       |
| 4.   | Wilco Kelderman | Team Sunweb     | + 0"       |
| 5.   | Dylan Teuns     | BMC Racing Team | + 0"       |

| Poz. | Zawodnik        | Zespół          | Czas        |
| ---- | --------------- | --------------- | ----------- |
| 1.   | Dylan Teuns     | BMC Racing Team | 27h 07' 47" |
| 2.   | Rafał Majka     | Bora-Hansgrohe  | + 2"        |
| 3.   | Wout Poels      | Team Sky        | + 3"        |
| 4.   | Wilco Kelderman | Team Sunweb     | + 10"       |
| 5.   | Adam Yates      | Orica-Scott     | + 13"       |

## Liderzy klasyfikacji po etapach
Podczas Tour de Pologne 2017, najlepszych kolarzy w kilku kategoriach nagradzano koszulkami. Najważniejszą z nich była klasyfikacja generalna, w której sumowano czasy kolarza na wszystkich etapach. Najlepsza trójka na każdym etapie otrzymywała również bonifikaty czasowe. Zwycięstwo oznaczało bonifikatę 10-sekundową, drugie miejsce 6-sekundową, a trzecie - 4-sekundową (bonifikat nie przyznawano podczas jazdy indywidualnej na czas). Dodatkowo bonifikaty można było zdobyć na lotnych premiach. Na każdej bonifikaty 3, 2 i 1 sekundowe otrzymywała kolejno pierwsza trójka kolarzy. Lider klasyfikacji tej jechał w żółtej koszulce, sponsorowanej przez firmę Carrefour. Ta klasyfikacja jest najważniejszą ze wszystkich klasyfikacji - jej lider po 7 etapie został zwycięzcą wyścigu.
Prowadzono również klasyfikację górską. W niej, można było otrzymać punkty za przejazd na czołowych lokatach przez góry na których były wyznaczone premie. Dodatkowo, każdy podjazd oceniono jako szczyt pierwszej, drugiej, trzeciej lub czwartej kategorii, gdzie pierwsza kategoria to trudny podjazd, a czwarta to łatwiejszy. Najtrudniejsze góry przyznawały najwięcej punktów. Premia im. Joachima Halupczoka to góra pierwszej kategorii, lecz tam punkty są liczone podwójnie. Lider tej klasyfikacji jeździł w fioletowej koszulce, sponsorowanej przez grupę Tauron Polska Energia.
Trzecią klasyfikacją była klasyfikacja sprinterska. Tutaj premiowano wysokie miejsca na metach. Pierwszy kolarz na mecie - zwycięzca etapu - otrzymał 20 punktów, drugi kolarz otrzymał 19 punktów itd. Lider tej klasyfikacji jechał w białej koszulce, na której znajdowały się reklamy firmy Hyundai. Czwarta klasyfikacja to klasyfikacja najaktywniejszych - jechał w niej kolarz, który zdobył najwięcej punktów na lotnych premiach (każda premia dawała 3 punkty dla zwycięzcy, 2 punkty dla drugiego kolarza i 1 dla trzeciego). Na każdym etapie, poza jazdą indywidualną na czas, była możliwość zdobyć punkty. Lider tej klasyfikacji jechał w niebieskiej koszulce.
Prowadzono również klasyfikację drużynową, w której sumowano najlepsze wyniki w klasyfikacji generalnej trzech kolarzy z danej ekipy. Istniała również klasyfikacja dla najlepszego Polaka. Działała ona identycznie jak klasyfikacja generalna, lecz brano pod uwagę wyłącznie kolarzy reprezentujących gospodarzy wyścigu.
Poniższa tabela przedstawia liderów każdej klasyfikacji po każdym etapie.
| Etap                 | Zwycięzca etapu      | Klasyfikacja generalna · | Klasyfikacja górska · | Klasyfikacja punktowa · | Klasyfikacja najaktywniejszych · | Klasyfikacja drużynowa · | Najwyżej sklasyfikowany Polak |
| -------------------- | -------------------- | ------------------------ | --------------------- | ----------------------- | -------------------------------- | ------------------------ | ----------------------------- |
| 1                    | Peter Sagan          | Peter Sagan              | Martijn Keizer        | Peter Sagan             | Martijn Keizer                   | Gazprom-RusVelo          | Paweł Franczak                |
| 2                    | Sacha Modolo         | Danny van Poppel         | Martijn Keizer        | Danny van Poppel        | Adrian Kurek                     | Dimension Data           | Kamil Gradek                  |
| 3                    | Dylan Teuns          | Peter Sagan              | Maciej Paterski       | Peter Sagan             | Adrian Kurek                     | Bora-Hansgrohe           | Rafał Majka                   |
| 4                    | Caleb Ewan           | Peter Sagan              | Maciej Paterski       | Peter Sagan             | Bert-Jan Lindeman                | Bora-Hansgrohe           | Rafał Majka                   |
| 5                    | Danny van Poppel     | Peter Sagan              | Maxime Monfort        | Peter Sagan             | Bert-Jan Lindeman                | Bora-Hansgrohe           | Rafał Majka                   |
| 6                    | Jack Haig            | Dylan Teuns              | Antwan Tolhoek        | Peter Sagan             | Bert-Jan Lindeman                | Lotto Soudal             | Rafał Majka                   |
| 7                    | Wout Poels           | Dylan Teuns              | Diego Rosa            | Peter Sagan             | Bert-Jan Lindeman                | Lotto Soudal             | Rafał Majka                   |
| Klasyfikacja końcowa | Klasyfikacja końcowa | Dylan Teuns              | Diego Rosa            | Peter Sagan             | Bert-Jan Lindeman                | Lotto Soudal             | Rafał Majka                   |